# Ferenc Rolek
Ferenc Rolek (* 29. September 1953 in Budapest) ist ein ungarischer Badmintonspieler. 

## Karriere
Ferenc Rolek war in Ungarn viermal bei den Juniorenmeisterschaften erfolgreich, bevor er sich 1971 erstmals bei den Erwachsenen durchsetzen konnte. Von 1979 bis 1982 erkämpfte er sich fünf weitere Titel bei den Einzelmeisterschaften. Von 1969 bis 1985 war er des Weiteren fünfmal bei den Mannschaftsmeisterschaften erfolgreich.

## Sportliche Erfolge
| Saison | Veranstaltung                              | Disziplin    | Platz | Name                             |
| ------ | ------------------------------------------ | ------------ | ----- | -------------------------------- |
| 1969   | Ungarn: Einzelmeisterschaften der Junioren | Mixed        | 1     | Ferenc Rolek / Éva Cserni        |
| 1969   | Ungarn: Einzelmeisterschaften der Junioren | Herrendoppel | 1     | Ferenc Rolek / Andras Palfia     |
| 1970   | Ungarn: Einzelmeisterschaften der Junioren | Herrendoppel | 1     | Ferenc Rolek / Mihaly Papp       |
| 1971   | Ungarn: Einzelmeisterschaften der Junioren | Herreneinzel | 1     | Ferenc Rolek                     |
| 1971   | Ungarn: Einzelmeisterschaften              | Herrendoppel | 1     | Tamás Szulyovszky / Ferenc Rolek |
| 1979   | Ungarn: Einzelmeisterschaften              | Mixed        | 1     | Ferenc Rolek / Éva Varga         |
| 1979   | Ungarn: Einzelmeisterschaften              | Herrendoppel | 1     | Imre Bereknyei / Ferenc Rolek    |
| 1980   | Ungarn: Einzelmeisterschaften              | Mixed        | 1     | Ferenc Rolek / Ildikó Vígh       |
| 1981   | Ungarn: Einzelmeisterschaften              | Herrendoppel | 1     | György Vörös / Ferenc Rolek      |
| 1982   | Ungarn: Einzelmeisterschaften              | Herrendoppel | 1     | György Vörös / Ferenc Rolek      |

## Referenzen
- Ki kicsoda a magyar sportéletben? Band 2 (I–R). Szekszárd, Babits Kiadó, 1995. ISBN 963-495-011-6

| Personendaten    | Personendaten                |
| ---------------- | ---------------------------- |
| NAME             | Rolek, Ferenc                |
| KURZBESCHREIBUNG | ungarischer Badmintonspieler |
| GEBURTSDATUM     | 29. September 1953           |
| GEBURTSORT       | Budapest                     |